# Astelechia radians
Astelechia radians är en svampart som beskrevs av Cif. 1962. Astelechia radians ingår i släktet Astelechia, divisionen sporsäcksvampar och riket svampar.   Inga underarter finns listade i Catalogue of Life.